# Zhang Shichuan

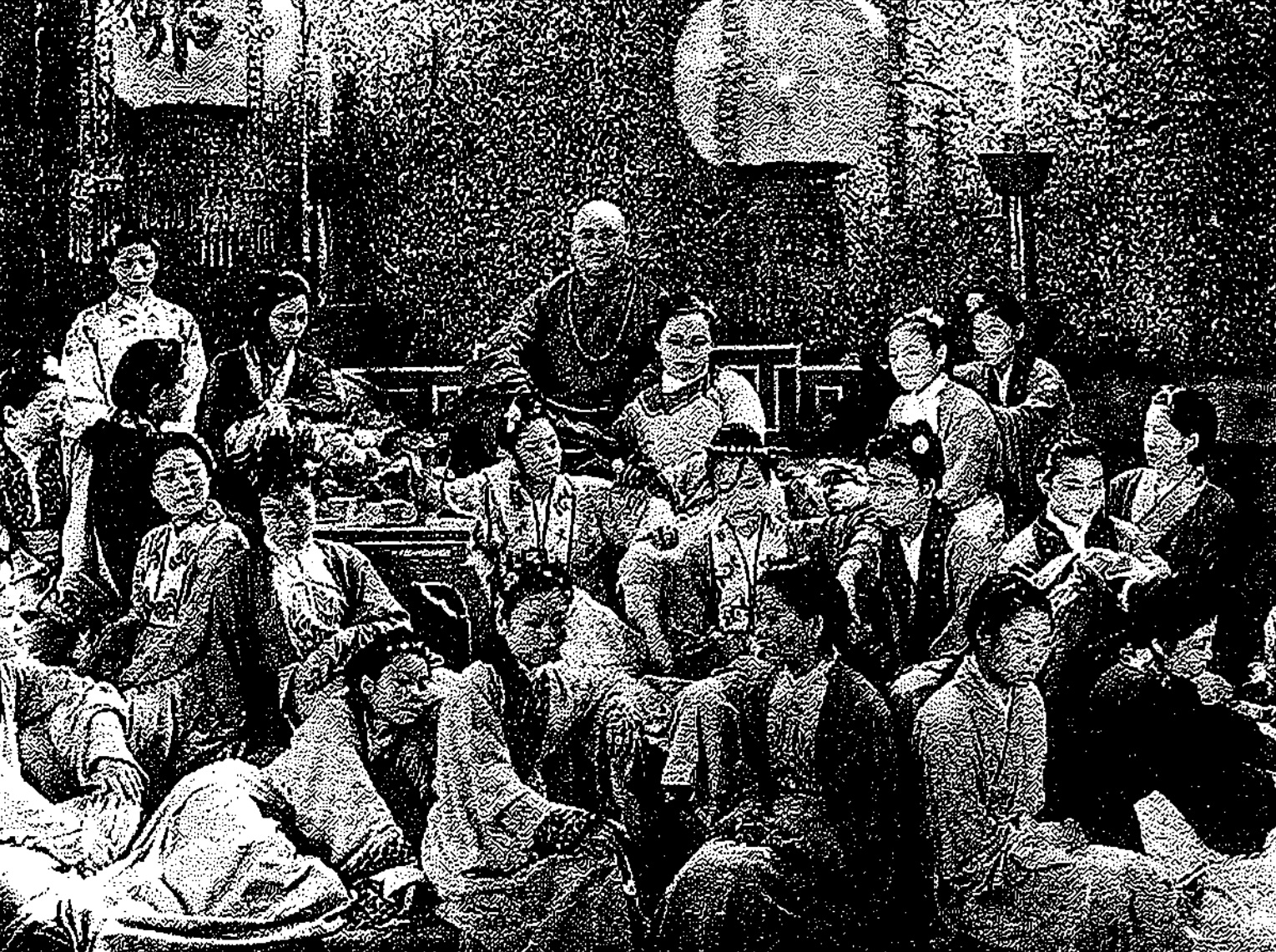
Escena del film The Burning of the Red Lotus Temple

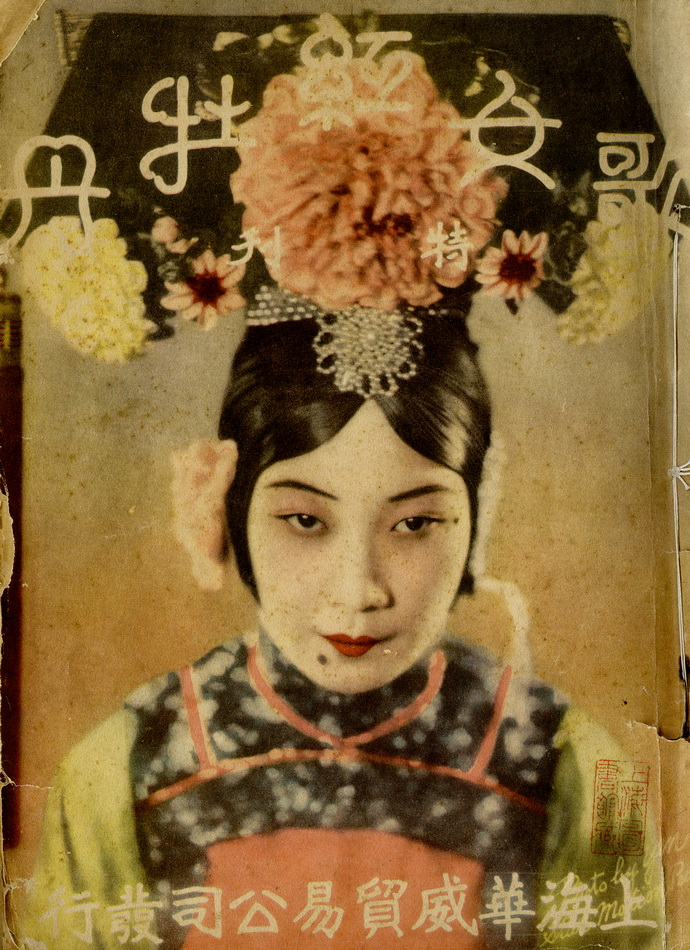
Cartell promocional de Sing-Song Girl Red Peony

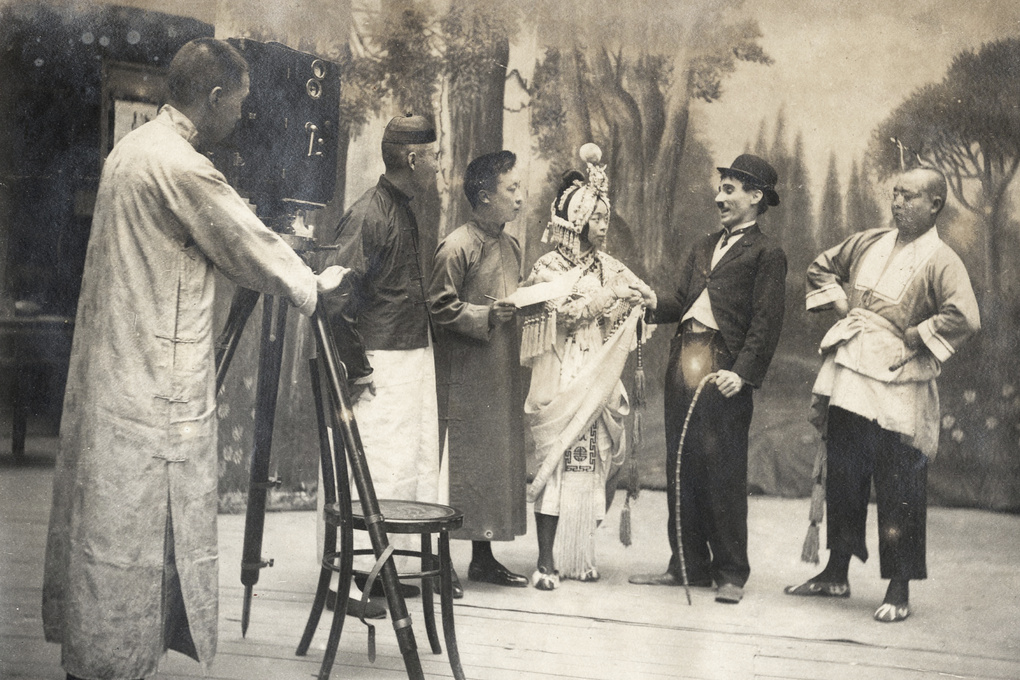
Foto durant la filmació del film del 1922 The King of Comedy Visits Shanghai

En una onomàstica xinesa Zhang es el cognom i Shichuan el prenom.
Zhang Shichuan (xinès simplificat: 张石川) (Ningbo 1889 - Shanghai 1953). Productor i director de cinema xinès. Considerat com un dels principals pioners del cinema xinès i, per tant, un dels pilars de la "primera generació" de directors xinesos, que va realitzar al voltant de 160 pel·lícules de diferents gèneres.

## Biografia
Zhang Shichuan (张石川) va néixer el 1889, o el 1890 segons les fonts, a Ningbo, província de Zhejiang (Xina). Fill d'un comerciant de cucs de seda que va morir quan Zhang tenia setze anys. Va haver d'abandonar els estudis per anar a viure a Shanghai amb el seu oncle matern Jing Runsan, també comerciant que el va acollir i ensenyar l'ofici. Va entrar com a aprenent a l'empresa Huayang dirigida pel seu oncle; treballant de dia, va estudiar anglès de nit.
Va morir a Shanghai el 1953, als 64 anys.

## Carrera cinematogràfica

#### Inici
El 1913 dos estatunidencs residents a Shanghai, Thomas Henry Suffert i Arthur Julius Israel (segons algunes fonts es menciona amb el nom de Yashell) van comprar la productora Asia Film Company (亚细亚影戏公司), la primera estructura de producció xinesa amb capital estranger creada a Shanghai el 1909  per l'empresari i promotor d’origen ucraines-americà, Benjamin Brodsky. Els empresaris tenien com a assessor empresarial a Zhang que no tenia cap experiència en el sector de l’espectacle i aquest va demanar ajuda a Zheng Zhengqiu (郑正秋) un conegut periodista, dramaturg i crític teatral, per poder tirar endavant el projecte.
Posteriorment Zhang i Zheng es van associar per fundar el primer estudi xinès, la Xinmin Company (新民), que van produir un curtmetratge, "La núvia i el fantasma" (活无常), i una primera pel·lícula de 40 minuts de durada per l’Asia Film ,"Una parella infeliç" (难夫难妻) que ells mateixos van dirigir. Es considera la primera pel·lícula xinesa amb un guió (uns mil caràcters xinesos). Malauradament el film no s’ha conservat i es desconeix el repartiment, format segons algunes fonts, exclusivament per homes que interpretaven tant els papers masculins com els femenins.
La Primera Guerra Mundial va interrompre les activitats cinematogràfiques: el cinema europeu de França i d'Alemanya ja no arribava a la Xina. Xinmin i Asia Film van tancar i Zhang va tornar a l’empresa familiar. Els distribuïdors van haver d'importar pel·lícules americanes de Chaplin, Pickford i altres.
El 1916 Zhang va tornar al sector i amb Zheng i uns altres socis va fundar la Huanxian Company (幻仙影片公司) que podia distribuir pel·lícules estatunidenques. També va iniciar la producció de films propis, com "Víctimes de l'opi" (黑籍冤魂), que va dirigir el mateix Zhang amb l’ajut de Guan Haifeng (管海峰), basada en una obra teatral aleshores molt popular de Xu Fumin (许复民) i protagonitzada per Hong Jing LIng. La iniciativa no va prosperar, la companyia va tancar i un altre cop Zhang va tornar a l’empresa familiar. No tornaria a la industria cinematogràfica fins l’any 1922 en que amb la col·laboració de Zheng, es va convertir en un dels productors i directors més importants fins als anys trenta.

#### Creació de la productora Mingxing
El 1922, un altre cop amb el seu amic Zheng Zhengqiu i tres socis més, sobrenomenats "els cinc tigres generals" ("五虎将"), Zhang va fundar una nova empresa: la Mingxing Company (明星影片公司), o Star Motion Picture Company Ltd. a Shanghai.
Inicialment, Mingxing es va centrar en la producció de curts de caràcter còmic, entre els quals s'inclou la pel·lícula xinesa més antiga que es conserva, El romanç d'un venedor de fruita (Laogong zhi aiqing, 1922). Aquestes produccions, no obstant això, aviat es van convertir en llargmetratges i drames familiars, entre els quals s'inclouen L'orfe rescata el seu avi (Gu’er jiuzu ji) del 1923.
Mingxing es va anar especialitzant en el drama familiar, amb històries sobre les tribulacions de la vida en una societat canviant que tendia a glorificar virtuts confucianes com la castedat femenina i la pietat filial. L'èmfasi de Mingxing en les ideologies tradicionals va situar l'estudi més a prop del moviment literari descrit com literatura o "Escola dels ànecs mandarins i de les papallones” un tipus de ficció escrita en xinès tradicional i amb temes sobre la base d'històries d’amor, amb molt d’èxit comercial en el segment de la nova burgesia urbana, amb escriptors populars com Xu Zhenya i Su Manshu. Aquest gènere va ser criticat i titllat de conservador per part dels escriptors sorgits del moviment del quatre de maig, i més tard pels de la Lliga d'Escriptors Esquerrans, coneguts pel seu radical anti-tradicionalisme.
La seva primera pel·lícula, estrenada el 18 de gener de 1922, és una història d'amor entre un antic fuster convertit en comerciant ambulant i filla d'un metge tradicional: "Laborer´s Love" (劳工之爱情). És una pel·lícula de 22 minuts plena de gags divertidíssims inspirats en Harold Lloyd: el metge només accepta cedir la seva filla al petit comerciant si l'ajuda a millorar el negoci de la seva clínica, l'exfuster crea trampes per als clients d'un club de jocs. que han de pujar una escala empinada per accedir-hi; acaben a la clínica per rebre tractament i el metge està encantat d'entregar la seva filla a un artesà tan astut. És la pel·lícula xinesa més antiga de la qual se'n conserva una còpia sencera.
Les pel·lícules següents reflecteixen alternativament la influència del director o del seu guionista. "The King of Comedy visits Shanghai" és una pel·lícula d'entreteniment popular pura, estrenada l'any 1922.
Zhang també va fer una pel·lícula de detectius que va ser la primera d'aquest tipus a la Xina: "Zhang Xinsheng" (张欣生)que va ser prohibida per la censura, i films del genere wenmingxi (文明戏), com L'orfe salva el seu avi  (孤儿救祖记), estrenat el 1928. Malauradament, d'aquestes pel·lícules de Mingxing no queda res, només guions i fotos.

#### Primera pel·lícula d'estil wuxia
El 1928, per millorar la seva situació financera, Zhang es va embarcar en un gènere completament nou: la pel·lícula d'estil wuxia ó wuxiapian (capa i espasa o arts marcials). La primera va ser "The Burning of the Red Lotus Temple" (L'Incendi del Temple del Lotus Vermell)) (火烧红莲寺), que va passar a la història com un dels majors èxits de taquilla de l'època. Va despertar tal entusiasme entre el públic que en van produir disset episodis addicionals en tres anys, i va ser distribuïda per les sis companyies més importants de l'època a Shanghai. Anys més tard, el 1930 el Govern nacionalista del Guomindang va prohibir aquest tipus de films.

#### Primera pel·lícula sonora
Zhang va a tornar a innovar; després de mig any d'experiments, i molts fracassos, col·laborant amb la Companyia Pathé, va produir la primera pel·lícula sonora de la història del cinema xinès, que es va estrenar el desembre de 1930: "The Songstress Red Peony" o "Sing Song Red Peony" (歌女红牡丹) gravada amb discos de cera, amb guió de Hong Shen, amb Hu Die (胡蝶) com a cantant i el futur director Chen Bugao com ajudant de direcció.

#### Gir ideològic
L'estiu de 1932, l'estudi també va començar a adaptar un to més esquerranista. Spring Silkworms (春蚕) de 1933, per exemple, va atacar l'imperialisme econòmic occidental i la pobresa rural, mentre que Twin Sisters (姊妹花)(1934), dirigida i escrita per Zheng, narrava una història sobre el conflicte de classes. El 1934, un equip de Mingxing, inclosos Zhang i Zheng, van col·laborar a The Classic for Girls (女儿经), una antologia de tint feminista sobre un grup de velles companyes que recorden les seves vides durant un sopar.
A principis dels anys 30, però, en una Xina on la invasió japonesa de Manxúria i l'atac a Shanghai van provocar un ambient de crisi nacional, Zhang va adoptar la mateixa actitud que la majoria dels intel·lectuals i artistes xinesos de l'època, amb un gir ideologic cap a l’esquerra. També va contractar escriptors d'esquerres per escriure guions, entre ells Xia Yan (夏衍), amb guions per "The Tenderness Market" (脂粉市场) el 1933, i "The New Year's Gift" (压岁钱) el 1937.

#### De Guohua a Zhonglian
L'agost de 1937, va començar la batalla de Shanghai, que va acabar amb l'ocupació de la ciutat per l'exèrcit japonès, a excepció de les concessions estrangeres. Els estudis Mingxing van ser destruïts pels bombardejos japonesos. Zhang va aconseguir salvar materials i va incorporat-se a l'empresa Guohua (国华影片公司). Va continuar rodant: el 1939 va dirigir "Li Sanniang" (李三娘), una pel·lícula tradicional, amb l'actriu Zhou Xuan (周璇); després, el 1940, va codirigir amb Zheng "Three Smiles" (三笑), un melodrama també amb Zhou Xuan.
El 1941, els japonesos van ocupar la concessió internacional de Shanghai i van fusionar els estudis de cinema existents per crear la Zhonglian Company o China United Film Company (中华联合制片股份公司). Zhang va passar de Guohua a Zhonglian, que es va convertir en Huaying Company (华影公司) el maig de 1943, després d'una nova fusió amb la Shanghai Theatre Company. De 1942 a 1945, va fer diverses pel·lícules com entre les quals, el 1942, "El retorn de les orenetes" (燕归来), basada en una novel·la de Zhang Henshui (张恨水).

#### Després de la guerra
El 1946, el Guomingdang va tornar amb força a Shanghai i, en un clima polític de guerra civil latent, va recuperar el control dels estudis creats pels japonesos. Els cineastes que havien treballat per la companyia Zhonglian van ser acusats de col·laborar amb l'enemic i molts van marxar a rodar a Hong Kong.
Durant la decada del 1940, Zhang a Hong Kong per rodar pel·lícules per a l'estudi Dazhonghua (大中华影业公司) entre elles "An All-Consuming Love" (长相思), un altre cop amb Zhou Xuan. És aleshores quan s'assabenta que és acusat de traïdor per haver treballat amb els japonesos. Va marxar Shanghai i va deixar la pel·lícula a pel·lícula inacabada, que va acabar el director, He Zhaozhang (何兆璋).De la pel·lícula, estrenada el gener de 1947, queden les cançons interpretades per Zhou Xuan, com “Xangai de nit” (夜上海) i especialment Huayang de nianhua (花样的年华), amb música de Chen Kexin (陈歌辛).

## Filmografia destacada
| Any  | Títol xinès    | Títol anglès                                               |
| ---- | -------------- | ---------------------------------------------------------- |
| 1913 | 活无常         | Bride Meets Ghost                                          |
| 1913 | 难夫难妻       | The Diffficult Couple                                      |
| 1916 | 黑籍冤魂       | Victim of Opium                                            |
| 1922 | 劳工之爱情     | Laborer's Love                                             |
| 1922 | 滑稽大王遊滬記 | King of Comedy Visits China                                |
| 1923 | 孤儿救祖记     | An Orphan Rescues His Grandpa                              |
| 1928 | 火烧红莲寺     | The Burning of the Red Lotus Temple                        |
| 1928 | 白雲塔         | White Cloud Pagoda                                         |
| 1931 | 歌女红牡丹     | Sing Song Red Peony                                        |
| 1932 | 啼笑因緣       | Romance of Tears and Laugther (Fate in Tears and Laughter) |
| 1933 | 脂粉市场       | The Tenderness Market                                      |
| 1937 | 压岁钱         | The New Year's Gift                                        |
| 1939 | 李三娘         | Li Sanniang                                                |
| 1940 | 三笑           | Three Smiles                                               |
| 1940 | 西廂記         | Romance of the West Chamber                                |
| 1940 | 长相思         | An All-Consuming Love                                      |
| 1941 | 夜深沉         | Deep Night                                                 |